# Classe ATC R01
La classe ATC R01, dénommée « Médicaments pour le nez », est un sous-groupe thérapeutique de la classification anatomique, thérapeutique et chimique, développée par l'OMS pour classer les médicaments et autres produits médicaux. La classe ATC vétérinaire correspondante dans la classification ATCvet est QR01. Le sous-groupe présenté ici est celui établi par l'OMS, et peut donc différer des versions dérivées utilisées dans certains pays. Il fait partie du groupe anatomique R de la classification, intitulé « Système respiratoire ».

## R01A Décongestionnants et autres préparations nasales pour usage topique

### R01AASympathomimétiques, seuls
R01AA02 Cyclopentamine
R01AA03 Éphédrine
R01AA04 Phényléphrine
R01AA05 Oxymétazoline
R01AA06 Tétryzoline
R01AA07 Xylométazoline
R01AA08 Naphazoline
R01AA09 Tramazoline
R01AA10 Métizoline
R01AA11 Tuaminoheptane
R01AA12 Fénoxazoline
R01AA13 Tymazoline
R01AA14 Adrénaline
R01AA15 Indanazoline

### R01AB Sympathomimétiques, associations sans corticostéroïdes
R01AB01 Phényléphrine
R01AB02 Naphazoline
R01AB03 Tétryzoline
R01AB05 Éphédrine
R01AB06 Xylométazoline
R01AB07 Oxymétazoline
R01AB08 Tuaminoheptane

### R01AC Agents antiallergiques, corticostéroïdes exclus
R01AC01 Acide cromoglicique
R01AC02 Lévocabastine
R01AC03 Azélastine
R01AC04 Antazoline
R01AC05 Acide spaglumique
R01AC06 Thonzylamine
R01AC07 Nédocromil
R01AC08 Olopatadine
R01AC51 Acide cromoglicique, associations

### R01AD Corticostéroïdes
R01AD01 Béclométasone
R01AD02 Prednisolone
R01AD03 Dexaméthasone
R01AD04 Flunisolide
R01AD05 Budésonide
R01AD06 Bétaméthasone
R01AD07 Tixocortol
R01AD08 Fluticasone
R01AD09 Mométasone
R01AD11 Triamcinolone
R01AD12 Furoate de fluticasone
R01AD13 Ciclésonide
R01AD52 Prednisolone, associations
R01AD53 Dexaméthasone, associations
R01AD57 Tixocortol, associations
R01AD58 Fluticasone, associations
R01AD60 Hydrocortisone, associations

### R01AX Autres préparations nasales
R01AX01 Thiocyanate de calcium hexamine
R01AX02 Rétinol
R01AX03 Bromure d'ipratropium
R01AX05 Ritiométan
R01AX06 Mupirocine
R01AX07 Hexamidine
R01AX08 Framycétine
R01AX09 Acide hyaluronique
R01AX10 Divers
R01AX30 Associations

## R01B Décongestionnants nasaux pour usage systémique

### R01BA Sympathomimétiques
R01BA01 Phénylpropanolamine
R01BA02 Pseudoéphédrine
R01BA03 Phényléphrine
R01BA51 Phénylpropanolamine, associations
R01BA52 Pseudoéphédrine, associations
R01BA53 Phényléphrine, associations